# Iranische Freiheitsbewegung

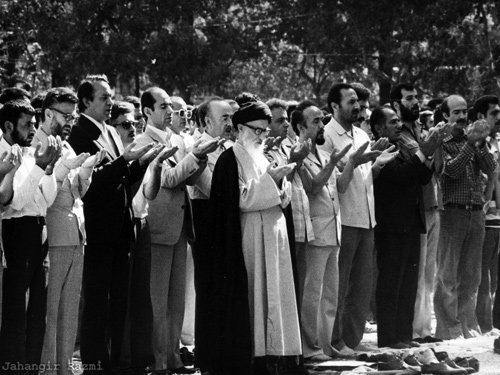
Ghotbzadeh (dritter von links) beim Freitagsgebet unter Leitung von Großajatollah Taleghani

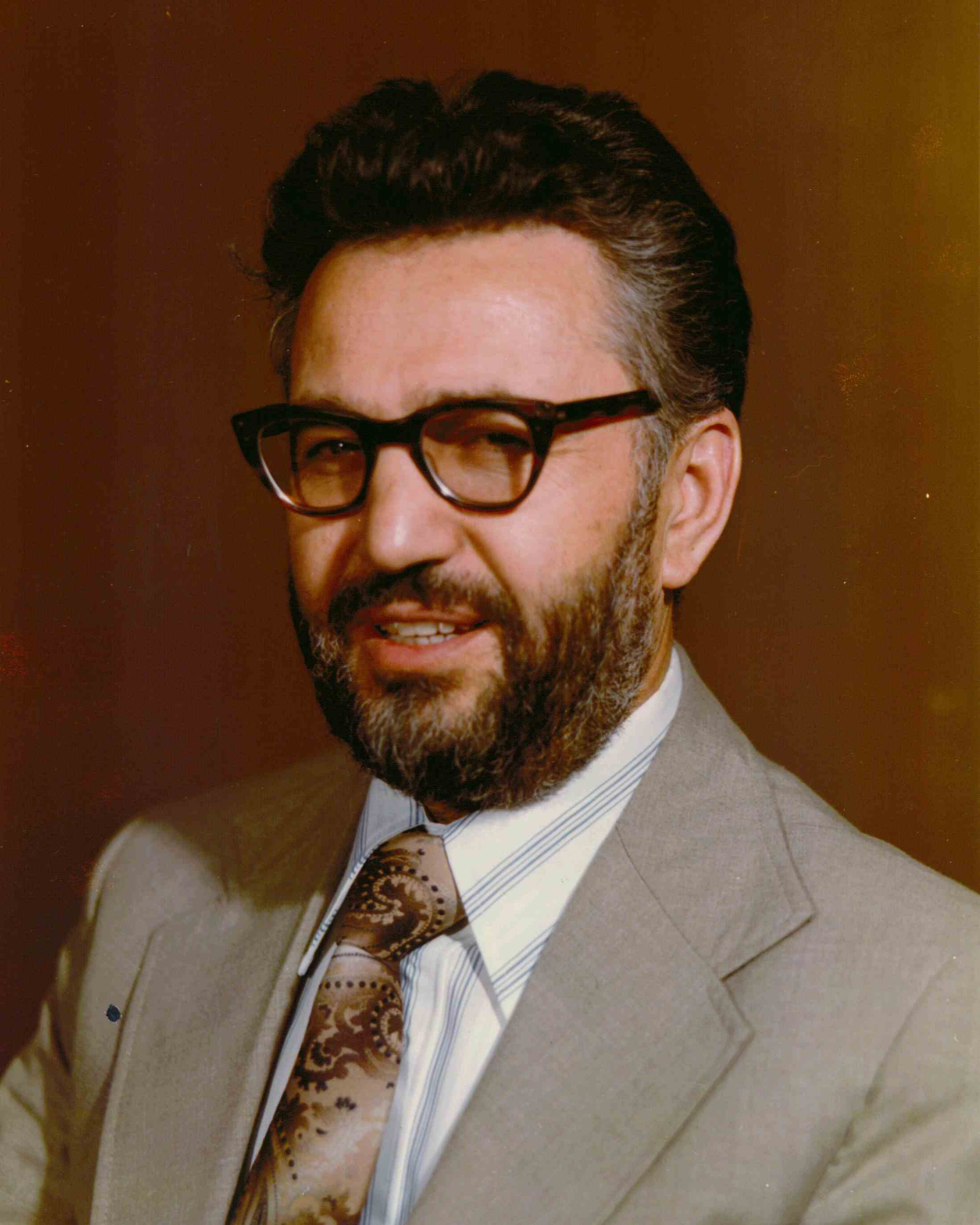
Ebrahim Yazdi (1979)

Die Iranische Freiheitsbewegung oder Bewegung zur Befreiung von Iran (persisch نهضت آزادی ايران Nehzat-e Azadi-e Iran, kurz NAI, englisch Freedom Movement of Iran, FMI, bekannt auch als englisch Liberation Movement of Iran, LMI) ist eine 1961 von Mehdi Bāzargān, Mahmud Taleghani, Yadollah Sahabi, Mostafa Tschamran, Ali Schariati, Sadegh Ghotbzadeh und anderen gegründete politische Organisation mit religiös-nationalistischer Ausrichtung. Als eine der ältesten noch zugelassenen Parteien wird sie als „Semi-Opposition“ oder „loyale Opposition“ zum derzeit herrschenden Regime betrachtet.
Die Bewegung entstand als Abspaltung von der Nationalen Front, nachdem es zum Streit über die politische Ausrichtung und die Bedeutung des Islams als politische Weltanschauung kam. Die Iranische Freiheitsbewegung sah sich nicht nur in der Nachfolge von Mohammad Mossadegh, sondern betonte auch ihre islamische Ausrichtung. Mehdi Bāzargān erklärte: „Wir sehen Religion und Politik nicht getrennt und betrachten den Dienst für das Volk als einen Dienst an Gott.“ Bāzargān strebte ein politisches Bündnis zwischen den linken Nationalisten und den rechtsgerichteten politisch aktiven Geistlichen.

## Positionen und Situation
Obwohl sie das herrschende System im heutigen Iran in Frage stellt, gehört sie zu den wenigen Gruppen, deren Existenz trotzdem im Land weiter geduldet wird.
Generalsekretär wurde nach dem Tod von Mehdi Bāzargān im Jahr 1995 Ebrahim Yazdi, ein ehemaliger Mitstreiter des Ajatollahs Chomeini, der 1979 kurze Zeit Außenminister in der iranischen Übergangsregierung war.
Die Iranische Freiheitsbewegung ist eine der großen Parteien in der Allianz der Nationalistisch-Religiösen von Iran (Etelaf-e Niruhaye Melli Mazhabi-e Iran).
Seit 2000 gab es immer wieder Verhaftungen von Aktivisten der Gruppierung. Ihr Einfluss auf die iranische Politik hat immer mehr  abgenommen. Kandidaten der Freiheitsbewegung wurden wiederholt durch den Wächterrat zu Wahlen generell nicht zugelassen.